# 神立スノーリゾート
神立スノーリゾート(かんだつスノーリゾート)は、新潟県南魚沼郡湯沢町にあるスキー場。バブル景気到来時の第二次スキーブーム期に開業した、日帰り客の集客に注力したスキー場である。旧称神立高原スキー場。

## 概要
神立スノーリゾートは、新潟県南魚沼郡湯沢町の豪雪地帯にあるうえ、3方を尾根に囲まれ雪がたまりやすい地形にあることと北斜面であるため、豊富な雪量と標高の低い湯沢周辺のスキー場にしては雪質に恵まれている。また湯沢インターチェンジからも近く、中規模なゲレンデながら、スキーブーム時には年間100万人を超える入場者数を公表するほどの人気を博した。
2015-2016シーズンにおいては、1月22日より平日は23時までの平日ナイター、金曜日、土曜日に関しては夕方18時から朝4時までのオールナイト営業を実施していた。
前述のとおり、日帰り客をメインターゲットとしており(スキー場誘致時、地元宿泊業への配慮で、宿泊施設は作らないという協定があった)、地上6階建てのリゾートホールと呼ばれる巨大なセンターハウスには日帰り客用に、湯沢地区最大規模の入浴施設「神の湯」や仮眠室、リラクゼーション設備が用意されている他、レストラン、ゲームコーナーなどもある。
ナイター前後に関しては、「神の湯」にて簡易ながら個室宿泊も可能。

## ゲレンデ
センターハウス前にはゲレンデはなく、来場後は滑走ゲレンデまでAリフト(旧 戸沢ペア)で上がり滑走する。Aリフトは2線稼働している。非常に混雑している日にはここでボトルネックになり渋滞することもある。下山時は下山コースでセンターハウス前まで滑り込める。なお本スキー場の標高差540mはAリフト分も含んでいるので、中級以上の者にとっては実質的な標高差は460mほどになる。
リフト5本のうち3本が高速クワッドリフトで長さも1km以上と効率が良い。石川敦士プロがプロデュースするスクローバーパークをはじめ、ハイクアップパークやバンクドコースなどパークも充実している。

### コース
ミルキーウェイ（上級）
上級コースとなっているが、整備された直後ならそれ程斜度はないため、どちらかというと中級で、少し経験のある初心者でも滑れない事はない。晴れた日のコース上部からの景色が素晴らしい。2022-2023シーズン現在、土休日・年末年始のみの営業。
スーパーアンタレス（上級）
ミルキーウェイ途中から分岐する非圧雪コースで、ベガ（下山コース）につながる。かつて2000年代前半ごろまではスーパーミルキーウェイという名で存在していた。2015-2016シーズンから名前を変えて復活。
オリオン（上級）
Eリフト(旧 白板山ペア)を降りて右がかつてスーパーオリオンと呼ばれていた最大斜度45度の難コース。左は最大斜度36度。不規則なコブが出来ることもある。
ヘラクレス（上級）
ポルックスから見上げると壁のように見える急なコース。神立高原の中ではオリオンの次に難しい。
ツリーヘラクレス（上級）
2019-2020シーズン新設。Cリフト(旧 池の平クワッド)横の森を切り開きツリーランコースとした。
ペルセウス（上級）
圧雪されているのでそれ程難しくない。大積雪時には難易度が上がる。Eリフト(旧 白板山ペア)・ポルックスに連絡。
スバル（中級）
神立のトップで標高1000mから越後の山並みが一望出来る。コース幅がせまいので荒れてくると上級コースになる。
ペガサス（中級）
シリウス（中級）
レグルス（中級）
コース半分をモーグルエリアとしている。
アンドロメダ（初級）
プロキオン（初級）※ナイター営業あり
ポルックス（初級）※ナイター営業あり
Bリフト(旧 大中平クワッド)を降りて左側。初中級者で混雑する。
カストル
Bリフト(旧 大中平クワッド)を降りて右側。パークコース。
ベガ（初級）※ナイター営業あり
ゲレンデからセンターハウス前への下山コース。
ポラリス（初級）
2019-2020シーズン新設。ベガ上部の林を切り開き初心者コースとした。

## 沿革
- 1986年（昭和61年） - 日本船舶振興会（現：日本財団）や湯沢町農協が出資して設立した株式会社連合開発により神立高原スキー場が開業した。スキー場が出来るまでは特に名前もなかった尾根が笹川山と呼ばれるようになった（当時笹川山リフトと呼ばれていた夢沢クワッドリフト(現 Dリフト)の終点）。早朝5時からのサンライズスキー、スキー場コンパニオンの神立ギャルや、ファーストクラスのデラックスな空の旅をイメージしたVIPルーム「SAKURAラウンジ」（1日1万円で利用でき、神立ギャルによるフリードリンクサービスを受けられた）など[2]、これまでの日本のスキー場にないサービスを展開。90年代前半までは年間100万人を超える入り込み数を公表していたが、その後、バブル期に開業した多くのスキー場と同様に集客数は大きく減少する。
- 1987年（昭和62年） - 1987-1988シーズンからミルキーウェイコース・スーパーオリオンコース（現在のオリオン両コースのうち急斜面のほう）新設[3]。
- 2002年（平成14年） - 株式会社連合開発が経営難に陥り運営の継続が困難となる。連合開発の元社員らにより有限会社神立高原が設立され、連合開発から有限会社神立高原へ転貸の形での運営となる[4]。
- 2003年（平成15年） - 株式会社連合開発が破産宣告を受ける。また有限会社神立高原による運営も困難となる[5][6]。 2003-2004シーズンは株式会社東急リゾートサービスによる運営となった。なお2003-2004シーズンの入り込み数は前シーズンの30%にも満たない大幅減となった[7]。
- 2004年（平成16年） - 運営事業者をスノーマジックエンターテイメントジャパン株式会社[注 1]とすることが一時決定されたがその後同社は買い受けを断念、パインリッジリゾート株式会社（東京）が取得することとなり、関連会社のパインリッジリゾーツマネージメント（湯沢町）が「パインリッジリゾート神立」の名称で運営開始[8]。当時首都圏ではさかんにラジオCMを打つなどしていた。パインリッジグループは同時期、広島の芸北国際スキー場を取得し「パインリッジリゾーツ芸北」の名称で運営開始している。ちなみに後年パインリッジグループが経営難に陥った際、芸北国際スキー場は一時期スノーマジックエンターテイメントジャパン株式会社によって運営され、2012-2013シーズンからは株式会社マックアースが運営受託している。
- 2009年（平成21年） - パインリッジグループが経営難に陥る。本スキー場の借地料支払いがないため湯沢町は土地貸借契約を解除[9](その後パインリッジリゾートは破産)。11月、東京の事業家5人が新会社「神立高原スキー場株式会社」を設立して受け継ぎ、名称も神立高原スキー場に戻して営業を継続。しかし神立高原スキー場株式会社はパインリッジから営業権の譲渡・施設の借り受けをして運営しているという姿勢をとり、のちのパインリッジとの間の訴訟などもありうやむやのうちにスキー場設備の登記が行われず固定資産税の支払いが無いまま借地料のみを支払って本スキー場の営業を行っていく状態となり、禍根を残す[10]。
- 2011年（平成23年） - 2011-2012シーズンはセンターハウスに冬季限定ライブハウスを開くという企画を打ち出すもスノースポーツ客層にはあまり受け入れられなかった。
- 2012年（平成24年） - 2012-2013シーズンは金曜昼間を休業とする代わりに週末48時間の連続営業を打ち出し好評を博す。
  - 11月 - 湯沢町に対し、株式会社マックアースからの本スキー場運営打診。
- 2013年（平成25年）
  - 2月 - スキー場施設の抵当権が中國信託商業銀行から株式会社マックアースに移る[11]。
  - 3月 - 湯沢町議会において、神立高原スキー場株式会社からの2013年3月31日までであった土地貸借契約の2ヶ月延長申し入れ・スキー場設備が未登記であったため固定資産税が未払いであることへの謝罪と税相当額の寄付としての払込申し出についての審議が行われた[12][注 2]。議会では神立高原スキー場株式会社への不信感が噴出した。
  - 5月 - 神立高原スキー場株式会社の社員やアルバイトら約140人分の賃金1カ月分が未払いのまま、経理を担当していた社長との連絡が取れない状態となっていることが報じられた[13][14]。この報道があった時点で同社はすでに解散を決議していた。
  - 9月 - 神立高原スキー場株式会社が東京地裁より破産手続き開始決定を受ける[15]。今後神立高原スキー場の運営は株式会社マックアースが行う模様[16]。
  - 11月19日 - 湯沢町議会臨時会において株式会社マックアースに対する町有地貸付契約締結議案が否決され、2013-2014シーズンの営業は行えなくなった[17]。スキー場施設の競売開始は早くても2014年春頃とされており、株式会社マックアースは営業権はあるものの施設所有権を取得できていない[18]。株式会社マックアースは「現地に事務所を置き、来シーズンの運営を目指し準備を進めていく」としている。なお、株式会社マックアースは約95ヘクタールの貸付を希望していた[19]。これまで神立高原スキー場は約130ヘクタールの規模だったので、営業したとしてもゲレンデは縮小する予定であったと思われる。
- 2014年（平成26年） - 8月26日、湯沢町議会臨時会において株式会社マックアースに対する町有地貸付契約締結議案が可決され、2014-2015シーズンより営業再開することとなった[20]。約130ヘクタールの貸付なので従来の規模で営業する予定と見られる[21]。
- 2016年（平成28年） - 4月22日の湯沢町議員全員協議会において、現運営会社の株式会社マックアースから、神立高原スキー場を分社化した後クロスプロジェクトグループに売却するという説明がされたが、6月、株式会社マックアースは、期日までにクロスプロジェクトグループからの入金が無かったことを理由に売買を中止する旨の文書を湯沢町に送った[22]。
- 2018年（平成30年） - 11月、湯沢町議員全員協議会において株式会社マックアースから「神立高原スキー場を分社化して単独の会社とし、新たな投資に向けてパートナーを募集中」との報告がされた。12月、湯沢町議会において神立高原スキー場土地賃貸借契約の締結議案が可決された。この貸付先は「株式会社MEリゾート湯沢」となっている[23]。なお代表取締役は宇野康秀となっている[24]。
- 2019年（令和元年）- 2019-2020シーズンより名称を神立スノーリゾートに変更した[24]。施設のリノベーション、ヘラクレスにツリーランコース新設、下山コースを初級者向けコースとして改良、ファーストトラックサービスの開始などを行う。またリフト名称が変更になった(戸沢ペア→Aリフト・大中平(おなかだいら)クワッド→Bリフト・池の平クワッド→Cリフト・夢沢(むさわ)クワッド→Dリフト・白板山(しらいたやま)ペアリフト→Eリフト)。
- 2021年（令和3年）- 2021-2022シーズン入り前に、運営会社の株式会社MEリゾート湯沢が、株式会社神立リゾートに名称を変更した。

## その他
- 公式キャラクターは「神立ペガサス」。黄金の翼を持つペガサスのキャラクターで、随所に登場する。2019-2020シーズンのリノベーションで施設外観が黄白基調から赤白基調になり、神立ロゴも単色に再デザインされたがペガサスは残っている。
- WEBでの情報発信に力を入れており、公式サイト・Facebookページ・Twitterページ等の他に、独自ECサイトなども構える。細かに情報が流れているため、当日のリフト運行状況やゲレンデ状況等はここから確認することができる。しかしライブカメラは設置されていない。
- パークが充実しており、常に各種アイテムが配置・整備されている。

## アクセス
公共交通
上越新幹線 越後湯沢駅から無料シャトルバスで約7分。
自動車
関越道湯沢ICから国道17号経由で約3分。
駐車場 約2,000台 全日無料